# Kip Winger

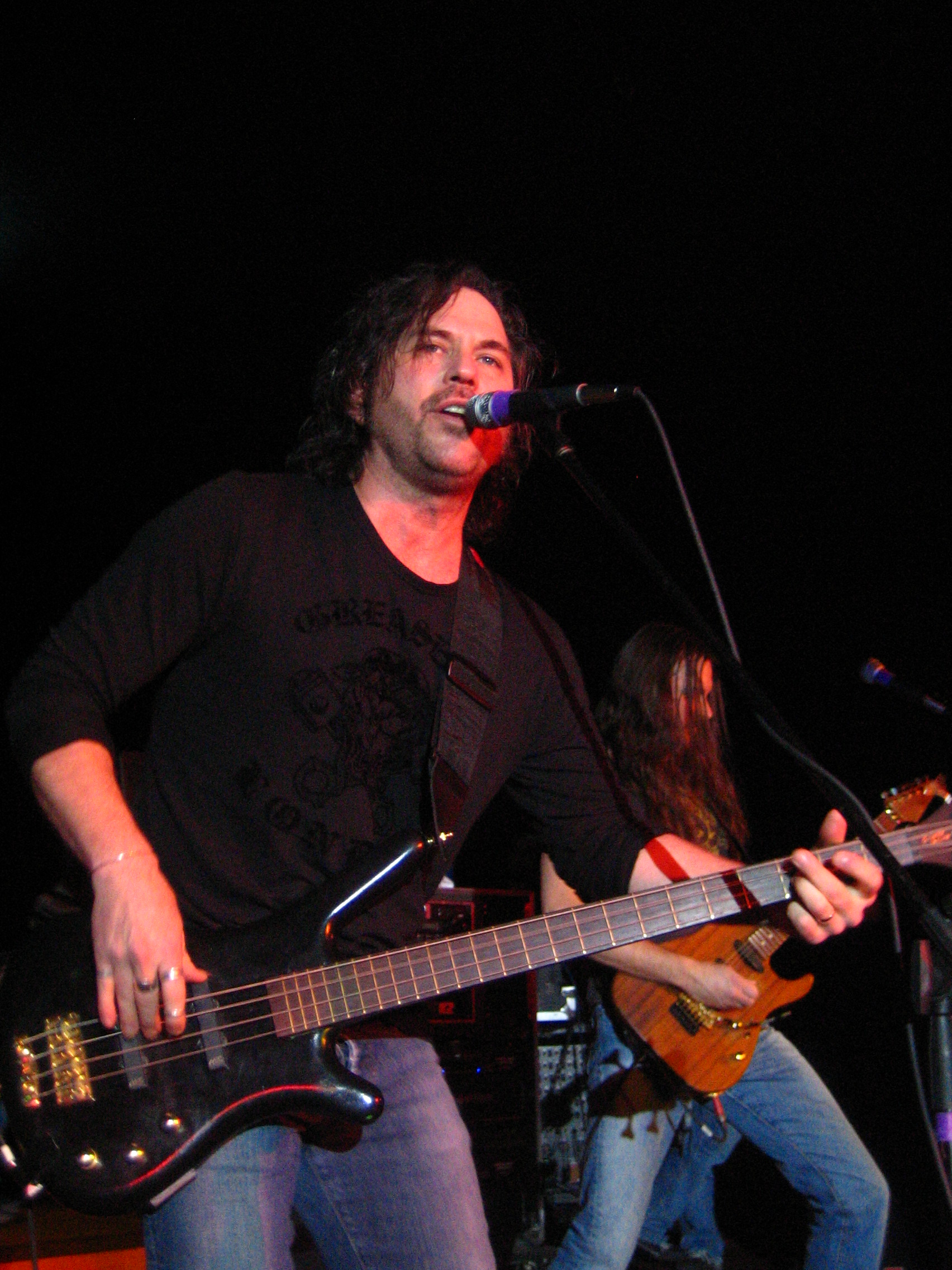
Kip Winger (2007)

Charles Frederick Kip Winger (* 21. Juni 1961 in Denver) ist ein US-amerikanischer Rockmusiker, der in den 1980er Jahren als Bassist der Band um Alice Cooper erste Bekanntheit erlangte. Später gründete er die nach ihm benannte Band Winger, in der er ebenfalls Bass spielt und deren Sänger er ist. Außerdem studierte er klassische Musik und ist Komponist der Suite Ghosts.

## Biografie
Kip Winger wurde in Denver geboren, seine Eltern waren Jazzmusiker, sodass er in einem von Musik geprägten Umfeld aufwuchs. 1969 gründete er mit seinen Brüdern Paul und Nate Winger sowie dem Gitarristen Peter Fletcher die Band Blackwood Creek. Sie löste sich 1980 auf, als Nate Winger nach Los Angeles zog, um zukünftig als Sessionmusiker zu arbeiten. Peter Fletcher schloss sich Pigmy Love Circus an.
Im Alter von 16 Jahren begann Kip Winger, sich für klassische Musik zu interessieren, nachdem er im Ballettunterricht Werke von Komponisten wie Claude Debussy, Maurice Ravel und Igor Stravinsky gehört hatte. Etwa zur selben Zeit sandte er ein Demoband an Alan Parsons, der ihm in einem Brief persönlich antwortete. Als Winger viele Jahre später als Sänger des Alan Parsons Live Project ausgewählt wurde, konnte er Parsons diesen Brief zeigen.
Ab 1982 studierte er bei Sam Guarnaccia in Denver, 1985 zog er nach New York City und arbeitete als Kellner, während er bei Edgar Grana Komposition studierte.
Wingers erster kommerzieller Erfolg setzte ein, als er 1985 Co-Autor eines Songs vom dritten Album der Band Kix, Midnight Dynamite, war. Zu dieser Zeit arbeitete er eng mit dem Produzenten Beau Hill (ZZ Top, Ratt) zusammen. Er lernte Reb Beach kennen, der als Gitarrist für die Aufnahmen von Fionas Album Beyond the Pale arbeitete, und beide begannen später, gemeinsam zu musizieren. Im gleichen Jahr wurde Winger Mitglied der Band um Alice Cooper und nahm mit diesem die Alben Constrictor und Raise Your Fist and Yell auf. In Coopers Band traf er auf den Keyboarder Paul Taylor. Da beide ein Interesse daran hatten, etwas Eigenes auf die Beine zu stellen, verließen sie Coopers Band 1987 und gingen nach New York, wo sie sich mit Reb Beach zusammentaten. Die drei nahmen ein Demo auf, das ihnen einen Plattenvertrag mit Atlantic Records einbrachte, und verstärkten sich mit dem ehemaligen Dixie-Dregs-Schlagzeuger Rod Morgenstein. Die Band nannte sich zunächst „Sahara“. Auf den Rat Alice Coopers, der Winger freundschaftlich verbunden geblieben war, benannten sie sich kurz vor Erscheinen ihres Debütalbums in „Winger“ um.
Die Band veröffentlichte ihre ersten drei Alben 1988 (Winger), 1990 (In the Heart of the Young) und 1993 (Pull), bevor die einzelnen Musiker getrennte Wege gingen, um Solokarrieren zu verfolgen. Erst 2006 riefen Kip Winger und Reb Beach die Band wieder ins Leben, die seitdem fünf weitere Alben veröffentlicht hat.
Kip Winger nahm als Solokünstler die Alben This Conversation Seems Like a Dream (1997), Made by Hand (1998) und Songs From the Ocean Floor (2000) auf, nach dem Comebackalbum seiner Band (2006) veröffentlichte er 2008 From the Moon to the Sun. 2010 reaktivierte er gemeinsam mit seinem Bruder Nate und dem Gitarristen Peter Fletcher ihre Band aus Schülerzeiten, Blackwood Creek. Die Gruppe nahm ein Album für Frontiers Records auf, das eine Mischung „zwischen modernem Hardrock und alten Bluesrock-Vorlieben“ bot, kommerziell jedoch erfolglos war. Die Gruppe spielte 2010 ein Konzert in Eck’s Saloon in Denver. Außerdem komponierte er eine dreißigminütige Suite mit dem Titel Ghosts, die er für Streicher, Piano und Harfe schrieb. Der Choreograf Christopher Weeldon kreierte dazu ein Ballett mit gleichem Titel, das am 9. Februar 2010 Premiere hatte und durch das San Francisco Ballet aufgeführt wurde.
2011 beteiligte sich Winger an den Aufnahmen zu Alice Coopers Album Welcome 2 My Nightmare.
Mit seiner Band Winger veröffentlichte er 2014 das Album Better Days Comin’. 2016 erschien sein Album Conversations With Nijinsky, Ghosts, A Parting Grace, 2019 das mit Damien Gray geschriebene Musical Get Jack. 2020 arbeitete er, soweit es ihre Zeit zuließ, mit Reb Beach an neuen Songs für das siebte Studio-Album von Winger. Die Band kündigte die Veröffentlichung des Seven betitelten Werkes auf ihrer Website für den 5. Mai 2023 an.

## Privatleben
Kip Winger ist seit Juli 2004 in zweiter Ehe mit Paula DeTullio verheiratet. Seine erste Frau, Beatrice Richter, kam im November 1996 bei einem Autounfall ums Leben. Er lebt in Nashville, wo er ein eigenes Tonstudio besitzt.

## Diskografie
Alice Cooper
- Constrictor (1986)
- Raise Your Fist and Yell (1987)
- Trash (1989)
- Welcome 2 My Nightmare (2011)

Winger
- Winger (1988)
- In the Heart of the Young (1990)
- Pull (1993)
- The Very Best of Winger (2001)
- IV (2006)
- Demo Anthology (2007)
- Seventeen The Demos (Vinyl Limited Edition; 2007)
- Winger Live (2007)
- Karma (2009)
- Better Days Comin’ (2014)

Blackwood Creek
- Blackwood Creek (2009)

Solo
- This Conversation Seems Like a Dream (1997)
- Down Incognito (1998)
- Songs from the Ocean Floor (2000)
- From the Moon to the Sun (2008)
- Ghosts – Suite No. 1 (2010)
- Conversations With Nijinsky, Ghosts, A Parting Grace (2016)
- Get Jack (Musical), mit Damien Gray (2019)

Andere
- Kix – Midnite Dynamite (1985)
- Fiona – Beyond the Pale (1986)
- Fiona – Heart Like a Gun (1989)
- Kane Roberts – Kane Roberts (1987)
- Twisted Sister – Love Is for Suckers (1987)
- Bob Dylan – Down in the Groove (1988)
- Various artists – Hearts of Fire (1987)
- Blue Yonder – House of Love (1987)
- Orange Swirl – Orange Swirl (1998)
- Seven Days – Ride (1998)
- Rob Eberhard Young – Speak (1999)
- Under Suspicion – Under Suspicion (2001)
- Jordan Rudess – Rhythm of Time (2004)
- XCarnation – Grounded (2005)
- The Mob – The Mob (2005)
- Jordan Rudess – The Road Home (2007)
- Northern Light Orchestra – Orchestra Arrangements (2009)

### Videoalben
- 1989: Winger: The Videos – Volume One (US: Gold)[9]